# Catabbio
Catabbio est une frazione située sur la commune de Semproniano, province de Grosseto, en Toscane, Italie. Au moment du recensement de 2011 sa population était de 175 habitants.

## Géographie
Le village de Catabbio est situé sur les collines de l'Albegna et de la Fiora, dans la Maremme grossetaine, à 5 km au sud-est de Semproniano.

## Monuments
- Église Sant'Anna, église paroissiale (XXe siècle)
- Église Santa Lucia (XVIe siècle)
- Château de Catabbio